# مديرية حماية المنشآت والشخصيات (العراق)
مديرية حماية المنشات والشخصيات هي تَشكيل أمني تابع لوكالة الشرطة بوزارة الداخلية العراقية، مكلفة بحماية الموقع من المباني الثابتة الحكومة العراقية والمرافق والموظفين. يشمل FPS النفط، وشرطة الكهرباء وأمن الموانئ. يعمل لجميع وزارات الحكومة العراقية والجهات الحكومية، ولكن يتم تعيين معاييرها وتنفذ من قبل وزارة الداخلية العراقية. كما يمكن أن يكون التعاقد لحماية الملكية الخاصة.
وأسست في 2003/8/15 على يد وكيل وزار الداخلية لشؤون الأمن الأتحادي أحمد علي الخفاجي، اعتبارا من كانون الأول ديسمبر 2005، التحالف لم يعد يوفر الدعم اللوجستي أو المادي إلى المديرية.

## التنظيم
تتكون خدمة حماية المنشآت من أكثر من 150,000 فرد من العاملين في مجال حماية المنشآت و26,000 حارس أمن متعاقد يعملون لصالح 26 وزارة وثماني مديريات مستقلة والبنك المركزي العراقي. تشير الأدلة القصصية إلى أن بعضهم غير موثوق به ومسؤول عن جرائم عنيفة. أعلن رئيس الوزراء العراقي نوري المالكي عن إصلاح يهدف إلى دمج جميع أفراد خدمة حماية المنشآت في منظمة موحدة تتبع وزارة الداخلية. يعمل هؤلاء الأفراد في وظيفتين: كحراس أمن في المباني الحكومية وكفرق أمن شخصية لحماية المسؤولين الحكوميين المهمين. يتضمن هذا العدد حوالي 2,200 حارس من خدمة حماية الدبلوماسيين (DPS) المكلفين بحماية السفارات الأجنبية في العراق.
يُقدَّر عدد أفراد خدمة حماية المنشآت الذين يعملون لصالح وزارة الداخلية بـ 17,800 فرد. يعمل نصفهم في بغداد. لقد أسست خدمة حماية المنشآت التابعة للوزارة تنظيمًا أفضل، وتدريبًا، وانضباطًا مقارنةً بأفراد الخدمة في الوزارات الأخرى، حيث أن نسبة أعلى منهم، ربما تصل إلى نصفهم، قد أكملوا دورة التدريب الأساسية لخدمة حماية المنشآت.
يتكون معظم موظفي خدمة حماية المنشآت من أفراد عسكريين سابقين ومن حراس أمن سابقين. ستقوم الخدمة الآن بتأمين المنشآت العامة مثل المستشفيات والبنوك ومحطات الطاقة داخل منطقتها. بمجرد التدريب، يعمل الحراس مع القوات العسكرية الأمريكية وقوات التحالف لحماية المواقع الحيوية مثل المدارس والمستشفيات ومحطات الطاقة. لا يُعتبر الانتماء إلى حزب البعث مانعًا للانضمام إلى خدمة حماية المنشآت أو العمل في أماكن أخرى مع قوات التحالف.
يتقاضى أفراد خدمة حماية المنشآت رواتبهم إما على أساس العقود أو وفقًا لجدول الرواتب المدني الذي يكون أقل من جدول رواتب الشرطة أو الجيش العراقي الجديد. يبدأ راتب حارس خدمة حماية المنشآت من 83,000 دينار عراقي (56 دولارًا) في الشهر، ويتلقى الحراس 96,000 دينار عراقي (64 دولارًا) في الشهر كبدل مخاطر.

## إعادة التنظيم
أنشأت الحكومة العراقية مقرًا وطنيًا لخدمة حماية المنشآت، وبدأت في توثيق العلاقات بين قوات خدمة حماية المنشآت التابعة للوزارات المختلفة، ومعيارية الزي الرسمي وعلامات المركبات، والتوظيف، والتدريب، وشروط الخدمة، والمسؤوليات.
تم إنشاء ثماني لجان مراجعة لتقييم الوضع الحالي للمنظمة وتقديم توصيات للتغيير في المستقبل.

## الزي والمعدات
يتكون زي خدمة حماية المنشآت من قمصان رمادية فاتحة مع سراويل زرقاء داكنة، حزام جلدي، وبيريه رمادية. يرتدون شارات تحمل الحروف "FPS" تحت العلم العراقي.
هم مسلحون بأسلحة أيه كيه-47، ورشاش بي كي، وبنادق Glock 19، ودرع شخصي، اجهزة راديو عالية التردد، وشاحنات صغيرة ومتوسطة، وسيارات إس يو في متوسطة الحجم.
تُقدَّم مركبات خدمة حماية المنشآت من قبل الوكالات الحكومية المختلفة أو منظمات خاصة.

## القضايا
تم تقديم مزاعم من قبل إلين كنيكمير من صحيفة واشنطن بوست يوم السبت، 14 أكتوبر 2006؛ بأن خدمة حماية المنشآت كانت وراء فرق الموت التي تعمل في بغداد، وقد اقترح أيضًا مرارًا أن عمليات القتل التي نفذها مسلحون يرتدون زي الشرطة كانت تُنفذ بواسطة مُحتالين لتشويه سمعة الحكومة.

## وصلات خارجية
- FPS at Coalition Provisional Authority
- FPS at Global security
- FPS at Global Guerillas
- Deflem, Mathieu, and Suzanne Sutphin. 2006. "Policing Post-War Iraq: Insurgency, Civilian Police, and the Reconstruction of Society." Sociological Focus 39(4)265-283.
- Iraqi police deaths 'hit 12,000'
- Reforming the Iraqi Interior Ministry, Police, and Facilities Protection Service
- IRAQ STUDY GROUP REPORT
- FPS at Brussels Tribunal